# Gitanas (Vorname)
Gitanas ist ein litauischer männlicher  Vorname, abgeleitet von Gitan (spanisch Gitano, französisch Gitan).

## Namensträger
- Gitanas Nausėda (* 1964),  Ökonom und Politiker, Professor der Universität Vilnius, Präsident Litauens